# Італія на пісенному конкурсі Євробачення
Італія бере участь у пісенному конкурсі «Євробачення» з 1956 року з тривалою перервою між 1997 по 2010 роками. Італія — одна з семи країн, яка брала участь у першому конкурсі. Італійські артисти тричі перемагали на конкурсі: 1964 року перемогла Джильола Чінкветті, 1990 — Тото Кутуньо, 2021 — Måneskin.
Італія належить до «Великої п'ятірки» країн-учасниць Євробачення, які за свої значні внески до Європейської мовної спілки відразу потрапляють до фіналу змагань.
У 1958 році Доменіко Модуньйо фінішував третім із піснею «Nel blu, dipinto di blu». Перейменована на «Volare», ця пісня стала величезним міжнародним хітом, досягнувши першого місця в США та вигравши дві премії «Греммі» на своєму першому виданні. Еміліо Періколі також фінішував третім у 1963 р., перш ніж Італія вперше перемогла у 1964 році з Джильйолою Чинкветті та «Non ho l'età». Чинкветті повернулася до змагань у 1974 році і фінішувала другою із піснею «Sì», програвши ABBA. Тоді Італія фінішувала третьою у 1975 році з Вессом та Дорі Гецці та піснею «Era». Найкращим результатом країни 1980-х років стали Умберто Тоцці та Раф, які фінішували на третьому місці в 1987 році. Друга перемога Італії на конкурсі прийшла в 1990 році разом з Тото Кутуньо та піснею «Insieme: 1992». Іншими хорошими результатами 1990-х були Міа Мартіні в 1992 році та Джалісс у 1997 році, які обидва фінішували четвертими. Після 1997 року Італія вийшла зі змагань.
31 грудня 2010 р. Європейська спілка радіомовлення і телебачення оголосила, що Італія повернеться до конкурсу як частина «Великої п'ятірки», що означає, що вона автоматично потрапила у фінал. Повернення Італії до змагань виявилося успішним, фінішувавши в десятці найкращих у восьми з останніх десяти конкурсів (2011–21), включаючи другі місця у Рафаеля Гуалацці (2011) та Махмуда (2019), а гурт Il Volo фінішував третім 2015. Il Volo виграв телеголосування, отримавши голоси від усіх країн, але журі визнало їх шостими. З моменту запровадження системи голосування 50/50 у 2009 році, це був перший випадок, коли переможець телеглядачів не виграв конкурсу. Третя перемога на конкурсі Італії була 2021 року за участю рок-групи Måneskin та пісні «Zitti e buoni».

## Історія

### Відмови
Італія кілька разів виходила з Євробачення. Перший вихід відбувся в 1981 році, коли RAI заявила, що інтерес до країни зменшився. Ця відсутність тривала протягом наступного року, перш ніж Італія повернулася в 1983 р. Італія знову відмовилася в 1986 р., коли RAI вирішила не брати участь у конкурсі.[джерело?] З 1994 по 1996 р. Італія знову відмовилася, причому RAI посилалася на відсутність інтересу до участі. Італія повернулася в 1997 році, перш ніж знову вийти без пояснення причин, і країна знову не брала участі до 2011 року.
Жодна з пісень, що перемогли на Євробаченні, не мала особливого успіху в італійських чартах. «Non ho l'età» від Джильйола Чинкветті (Гран-прі 1964) став хітом у лютому 1964 року, коли пісня перемогла на фестивалі в Сан-Ремо, але за даними офіційного вебсайту «Hit Parade Italia», Waterloo, Ding-a-Dong, «Puppet on a String», «Save Your Kisses for Me» і навіть власний переможний запис Італії в 1990 р. «Insieme: 1992» — все не вдалося увійти до першої десятки хіт-параду рекордів. Помітним винятком з цього правила був, однак, запис «I treni di Tozeur» 1984 року Аліси та Франко Баттіато, який розділив 5-ту позицію у фіналі, але все-таки став хітом № 3 в Італії, а також потрапив на 20-е місце в чарті найбільш популярних синглів в Італії 1984 р.

### Телецензура на Євробаченні 1974 року
Італія відмовилася транслювати Конкурс пісні Євробачення 1974 на RAI через пісню, яку заспівала Джильйола Чинкветті, яка збіглася з напруженою політичною агітацією за італійський референдум 1974 року про розлучення, який відбувся місяцем пізніше в травні. Незважаючи на те, що конкурс Євробачення відбувся більше ніж за місяць до запланованого голосування, італійська цензура відмовилася дозволити показ або пісню конкурсу та пісні. Цензори RAI вважали, що пісню під назвою «Sì» («Так»), яка містила тексти lyrics [Архівовано 21 червня 2021 у Wayback Machine.], що постійно повторюють вищезазначене слово, можна звинуватити в підсвідомості та формі пропаганди для впливу на італійську громадськість, яка голосує «за» референдум («так» про скасування закону, який дозволив розлучення). Таким чином, пісня залишалася підданою цензурі на більшості італійських державних телерадіостанцій більше місяця. На змаганнях у Брайтоні Чинкетті фінішувала другою, поступившись ABBA. «Sì» продовжив бути десяткою хітів Великої Британії, досягнувши восьмого місця. Він також досяг німецької топ-20.[джерело?]

### Новий інтерес?
Однак у 2008 році двоє відомих італійських музикантів, Вінс Темпера (який був диригентом на Мальті в 1975 році і допоміг Сан-Марино взяти участь у ESC у 2008 році), та переможець Євробачення Тото Кутуньо висловили свій смуток через неучасть Італії та закликали країну повернеться до конкурсу.
Учасники конкурсу 2008 року, починаючи з переможця Діми Білана, виступили в італійському шоу Carramba! Che fortuna, що проводить Раффаелла Карра на Рай Уно. Чи це була ініціатива Карри (яка представила три шоу в TVE щодо події), щоб спробувати повернути Євробачення до Італії, не ясно, але Сієце Баккер, менеджер з питань комунікацій та PR Євробачення, повторила, що «Італія все ще є дужебажає взяти участь у конкурсі».
Незабаром після оприлюднення списку учасників Конкурсу 2009 року Європейська спілка радіомовлення і телебачення оголосила, що для Конкурсу 2010 року вони будуть працювати більше, щоб повернути Італію до конкурсу, разом з колишніми учасниками Монако та Австрії.

### Успішне повернення до конкурсу
На прес-конференції, на якій презентували четверте видання італійського X Factor, директор Rai 2 Массімо Ліофреді заявив, що переможець конкурсу, можливо, виступить, щоб представляти Італію на Євробаченні, а не брати участь у фестивалі в Санремо, як і в попередні роки. 2 грудня 2010 року офіційний вебсайт конкурсу Євробачення офіційно оголосив, що Італія подала заявку на участь у Конкурсі 2011 року. Їхня участь була підтверджена 31 грудня з оголошенням офіційного списку учасників.
Повернення Італії до змагань після 14-річної відсутності було успішним, фінішувавши в десятці найкращих у восьми з останніх десяти змагань (2011—2021). У 2011 році Рафаель Гуалацці фінішував другим, найкращим результатом Італії з 1990 року, разом із «Soldi» Махмуда в 2019 році. Італія фактично вийшла на перше місце з голосуванням журі, але лише 11-ю сходинку у телеголосуванні, що посіло друге місце після переможця Азербайджану. Ніна Зіллі в 2012 році і Марко Менгоні в 2013 році змогли зайняти 10 найкращих позицій (9-е і 7-е відповідно); останній набрав 126 балів, рівно подвоївши суму іншого Великого. Ця тенденція зупинилася, коли Емма Марроне, обрана всередині країни, фінішувала на 21-му місці, найгіршій позиції з усіх італійських. У 2015 році переможці Sanremo Il Volo фінішував третім із 292 очками, відстаючи від Швеції та Росії. Італія посіла перше місце в телеголосуванні з 366 балами, але шосте в голосуванні журі. З моменту запровадження системи голосування 50 розділених голосів, переможець телеголосування вперше не переміг у конкурсі. Франческа Мік'єлін, обрана серед конкурентів фестивалю Санремо 2016 року після відмови переможців Stadio, фінішувала на 16 місці. Франческо Габбані, фаворит уболівальника з «Occidentali's Karma», заробив 6 місце у 2017 році. Через рік, хоча спочатку не був великим фаворитом у букмекерських конторах, Ермаль Мета і Фабріціо Моро повернули Італію в топ-5 з «Non mi avete fatto niente» суттєво допомогли, зайнявши третє місце в телеголосуванні, яке врівноважило 17 місце журі, фінішувавши в цілому п'ятими. У 2019 році Махмуд посів друге місце з 465 балами, що є найкращим результатом Італії з 2011 року, поки Måneskin з «Zitti e buoni» не виграв змагання в 2021 році з 524 балами, лише на 25 очок випередивши Францію.
Відео «Occidentali's Karma» Франческо Габбані є першою піснею Євробачення, яка охопила понад 200 мільйонів переглядів на YouTube, тоді як «Soldi» Махмуда — другою піснею Євробачення на Spotify.

## Повернення Італії та «Велика п'ятірка»
З 2000 року чотири країни — Велика Британія, Німеччина, Франція та Іспанія — автоматично пройшли кваліфікацію до фіналу Конкурсу незалежно від їхніх позицій в попередніх змаганнях. Вони отримали цей статус, будучи найбільшими вкладниками до Європейської спілки радіомовлення і телебачення. Завдяки своєму недоторканному статусу в Конкурсі ці країни стали відомими як «Велика четвірка». Виконавчий керівник конкурсу Сванте Стокселіус сказав журналістам на зустрічі з OGAE Сербія, що, якщо Італія повернеться до конкурсу в майбутньому, країна також автоматично претендує на фінал, ставши частиною «Великої п'ятірки». Однак з офіційним оголошенням про повернення Італії не було підтверджено, чи буде країна брати участь у одному з двох півфіналів, чи вона буде частиною «Великої п'ятірки», оскільки RAI, третій за величиною внесок у EBU не подавав заявки на членство у «Великій п'ятірці». 31 грудня було оголошено, що Італія візьме участь у конкурсі «Євробачення-2011», і підтверджено, що країна тим самим автоматично претендує на фінал у Німеччині в рамках «Великої п'ятірки».

## Учасники Євробачення від Італії
Умовні позначення
     Переможець
     Друге місце
     Третє місце
     Четверте місце
     П'яте місце
     Останнє місце
     Автоматичний фіналіст
     Не пройшла до фіналу
     Участь скасовано
     Не брала участі
| Рік                               | Місце проведення   | Виконавець                 | Мова                              | Пісня                  | Переклад                               | Фінал                              | Бали                               |
| --------------------------------- | ------------------ | -------------------------- | --------------------------------- | ---------------------- | -------------------------------------- | ---------------------------------- | ---------------------------------- |
| 1956                              | Лугано             | Франка Раймонді            | «Aprite le finestre»              | Італійська             | Відчиніть вікна                        | 2                                  | ―                                  |
| 1956                              | Лугано             | Тоніна Торіеллі            | «Amami se vuoi»                   | Італійська             | Люби мене, якщо хочеш                  | 2                                  | ―                                  |
| 1957                              | Франкфурт-на-Майні | Нанжио Галло               | «Corde della mia chitarra»        | Італійська             | Струни моєї гітари                     | 6                                  | 7                                  |
| 1958                              | Гілверсум          | Доменіко Модуньйо          | «Volare (Nel blu dipinto di blu)» | Італійська             | Літаю (У блакитному пофарбовано синім) | 3                                  | 13                                 |
| 1959                              | Канни              | Доменіко Модуньйо          | «Piove (Ciao, ciao bambina)»      | Італійська             | Дощ (Прощай, прощай, крихітко)         | 6                                  | 9                                  |
| 1960                              | Лондон             | Ренато Рашель              | «Romantica»                       | Італійська             | Романтична                             | 8                                  | 5                                  |
| 1961                              | Канни              | Бетті Кертіс               | «Al di là»                        | Італійська             | За межами                              | 5                                  | 12                                 |
| 1962                              | Люксембург         | Клаудіо Вілла              | «Addio, addio»                    | Італійська             | Прощай, прощай                         | 9                                  | 3                                  |
| 1963                              | Лондон             | Еміліо Періколі            | «Uno per tutte»                   | Італійська             | Один за всіх                           | 3                                  | 37                                 |
| 1964                              | Копенгаген         | Джильола Чінкветті         | «Non ho l'età»                    | Італійська             | Я ще не настільки доросла              | 1                                  | 49                                 |
| 1965                              | Неаполь            | Боббі Соло                 | «Se piangi, se ridi»              | Італійська             | Якщо ти плачеш, якщо ти смієшся        | 5                                  | 15                                 |
| 1966                              | Люксембург         | Доменіко Модуньйо          | «Dio, come ti amo»                | Італійська             | Господи, як я тебе люблю               | 17                                 | 0                                  |
| 1967                              | Відень             | Клаудіо Вілла              | «Non andare più lontano»          | Італійська             | Не йдіть далі                          | 11                                 | 4                                  |
| 1968                              | Лондон             | Серджо Ендріго             | «Marianne»                        | Італійська             | Маріан                                 | 10                                 | 7                                  |
| 1969                              | Мадрид             | Іва Дзаніккі               | «Due grosse lacrime bianche»      | Італійська             | Дві великі білі сльози                 | 13                                 | 5                                  |
| 1970                              | Амстердам          | Джанні Моранді             | «Occhi di ragazza»                | Італійська             | Очі дівчини                            | 8                                  | 5                                  |
| 1971                              | Дублін             | Массімо Раньєрі            | «L'amore è un attimo»             | Італійська             | Любов — це мить                        | 5                                  | 91                                 |
| 1972                              | Единбург           | Нікола ді Барі             | «I giorni dell'arcobaleno»        | Італійська             | Веселкові дні                          | 6                                  | 92                                 |
| 1973                              | Люксембург         | Массімо Раньєрі            | «Chi sarà»                        | Італійська             | Хто буде                               | 13                                 | 74                                 |
| 1974                              | Брайтон            | Джильйола Чинкветті        | «Sì»                              | Італійська             | Так                                    | 2                                  | 18                                 |
| 1975                              | Стокгольм          | Уесс і Дорі Гецці          | «Era»                             | Італійська             | Був                                    | 3                                  | 115                                |
| 1976                              | Гаага              | Аль Бано і Роміна Пауер    | «We'll Live It All Again»         | Англійська, італійська | Ми переживемо все це знову             | 7                                  | 69                                 |
| 1977                              | Лондон             | Мія Мартіні                | «Libera»                          | Італійська             | Вільна                                 | 13                                 | 33                                 |
| 1978                              | Париж              | Ріккі е Повері             | «Questo amore»                    | Італійська             | Ця любов                               | 12                                 | 53                                 |
| 1979                              | Єрусалим           | Матія Базар                | «Raggio di luna»                  | Італійська             | Місячний промінь                       | 15                                 | 27                                 |
| 1980                              | Гаага              | Алан Сорренті              | «Non so che darei»                | Італійська             | Не знаю, що б тобі віддав              | 6                                  | 87                                 |
| 1981-1982                         | Не брала участь    | Не брала участь            | Не брала участь                   | Не брала участь        | Не брала участь                        | Не брала участь                    | Не брала участь                    |
| 1983                              | Мюнхен             | Рікардо Фольї              | «Per Lucia»                       | Італійська             | Для Лючії                              | 11                                 | 41                                 |
| 1984                              | Люксембург         | Аліче і Франко Баттіато    | «I treni di Tozeur»               | Італійська             | Потяги Таузара                         | 5                                  | 70                                 |
| 1985                              | Гетеборг           | Аль Бано і Роміна Пауер    | «Magic Oh Magic»                  | Італійська, англійська | Магія, о магія                         | 7                                  | 78                                 |
| 1986                              | Берген             | Не брала участь            | Не брала участь                   | Не брала участь        | Не брала участь                        | Не брала участь                    | Не брала участь                    |
| 1987                              | Брюссель           | Умберто Тоцці і Раф        | «Gente di mare»                   | Італійська             | Морські люди                           | 3                                  | 103                                |
| 1988                              | Дублін             | Лука Барбаросса            | «Vivo (Ti scrivo)»                | Італійська             | Я живу (пишу тобі)                     | 12                                 | 52                                 |
| 1989                              | Лозанна            | Анна Окса і Фаусто Леалі   | «Avrei voluto»                    | Італійська             | Я б хотів, щоб я мав                   | 9                                  | 56                                 |
| 1990                              | Загреб             | Тото Кутуньо               | «Insieme: 1992»                   | Італійська             | Разом: 1992                            | 1                                  | 149                                |
| 1991                              | Рим                | Пеппіно ді Капрі           | «Comme è ddoce 'o mare»           | Неаполітанська         | Яке прекрасне море                     | 7                                  | 89                                 |
| 1992                              | Мальме             | Мія Мартіні                | «Rapsodia»                        | Італійська             | Рапсодія                               | 4                                  | 111                                |
| 1993                              | Мілстріт           | Енріко Руджері             | «Sole d'Europa»                   | Італійська             | Сонце Європи                           | 12                                 | 45                                 |
| Не брала участь у 1994-1996 роках |                    |                            |                                   |                        |                                        |                                    |                                    |
| 1997                              | Дублін             | Jalisse                    | «Fiumi di parole»                 | Італійська             | Ріки слів                              | 4                                  | 114                                |
| Не брала участь у 1998-2010 роках |                    |                            |                                   |                        |                                        |                                    |                                    |
| 2011                              | Дюссельдорф        | Рафаель Гуалацці           | «Follia d'amore»                  | Італійська, англійська | Безумство кохання                      | 2                                  | 189                                |
| 2012                              | Баку               | Ніна Зіллі                 | «L'amore è femmina»               | Англійська, італійська | Любов жінки                            | 9                                  | 101                                |
| 2013                              | Мальме             | Марко Менгоні              | «L'essenziale»                    | Італійська             | Невід'ємна                             | 7                                  | 126                                |
| 2014                              | Копенгаген         | Емма Марроне               | «La mia città»                    | Італійська             | Моє місто                              | 21                                 | 33                                 |
| 2015                              | Відень             | Il Volo                    | «Grande Amore»                    | Італійська             | Велике кохання                         | 3                                  | 292                                |
| 2016                              | Стокгольм          | Франческа Мік'єлін         | «No Degree of Separation»         | Італійська, англійська | Немає ступеня розділення               | 16                                 | 124                                |
| 2017                              | Київ               | Франческо Габбані          | «Occidentali's Karma»             | Італійська             | Західна карма                          | 6                                  | 334                                |
| 2018                              | Лісабон            | Ermal Meta і Фабріціо Моро | «Non Mi Avete Fatto Niente»       | Італійська             | Ти мені нічого не зробив               | 5                                  | 308                                |
| 2019                              | Тель-Авів          | Mahmood                    | «Soldi»                           | Італійська             | Гроші                                  | 2                                  | 465                                |
| 2020                              | Роттердам          | Diodato                    | «Fai rumore»                      | Італійська             | Шуміти                                 | Конкурс скасовано через COVID-19 X | Конкурс скасовано через COVID-19 X |
| 2021                              | Роттердам          | Måneskin                   | «Zitti e buoni»                   | Італійська             | Замовкніть і поводьтеся добре          | 1                                  | 524                                |
| 2022                              | Турин              | Mahmood та Бланко          | «Brividi»                         | Італійська             | Озноб                                  | 6                                  | 268                                |
| 2023                              | Ліверпуль          | Марко Менгоні              | «Due vite»                        | Італійська             | Два життя                              | 4                                  | 350                                |
| 2024                              | Мальме             | Анджеліна Манго            | «La noia»                         | Італійська             | Нудьга                                 | 7                                  | 268                                |
| 2025                              | Базель             | Лучіо Корсі                | «Volevo essere un duro»           | Італійська             | Я хотів бути жорстким                  | 5                                  | 256                                |

## Статистика голосувань (1975—2025)
Італія дала найбільше очок:
| Місце | Країна          | Очок |
| ----- | --------------- | ---- |
| 1     | Франція         | 98   |
| 2     | Велика Британія | 94   |
| 3     | Ірландія        | 93   |
| 4     | Іспанія         | 81   |
| 5     | Швейцарія       | 68   |

Італія отримала найбільше очок від:
| Місце | Країна     | Очок |
| ----- | ---------- | ---- |
| 1     | Португалія | 152  |
| 2     | Іспанія    | 134  |
| 3     | Фінляндія  | 118  |
| 4     | Швейцарія  | 85   |
| 5     | Франція    | 84   |

### Congratulations: 50 років Євробачення
| Виконавець        | Мова       | Назва                     | На Congratulations | На Congratulations | На Congratulations | На Congratulations | На Євробаченні | На Євробаченні | На Євробаченні |
| Виконавець        | Мова       | Назва                     | Фінал              | Бали               | Півфінал           | Бали               | Рік            | Місце          | Бали           |
| ----------------- | ---------- | ------------------------- | ------------------ | ------------------ | ------------------ | ------------------ | -------------- | -------------- | -------------- |
| Доменіко Модуньйо | Італійська | «Nel blu, dipinto di blu» | 2                  | 267                | 2                  | 200                | 1958           | 3              | 13             |

## Приймання
| Рік  | Місце   | Місце проведення       | Ведучі                                   |
| ---- | ------- | ---------------------- | ---------------------------------------- |
| 1965 | Неаполь | Auditorium RAI         | Renata Mauro                             |
| 1991 | Рим     | Teatro 15 di Cinecittà | Джильйола Чинкветті і Тото Кутуньйо      |
| 2022 | Турин   | Пала-Альпітур          | Лаура Паузіні, Алессандро Каттелан, Міка |

| Рік  | Категорія         | Пісня                 | Виконавець        | Фінал | Бали | Приймаюче місто | Ref.   |
| ---- | ----------------- | --------------------- | ----------------- | ----- | ---- | --------------- | ------ |
| 2015 | Приз преси        | «Grande amore»        | Il Volo           | 3     | 292  | Відень          | [ 20 ] |
| 2017 | Приз преси        | «Occidentali's Karma» | Франческо Габбані | 6     | 334  | Київ            | [ 21 ] |
| 2019 | Приз композиторів | «Soldi»               | Mahmood           | 2     | 465  | Тель-Авів       | [ 22 ] |
| 2023 | Приз композиторів | «Due vite»            | Марко Менгоні     | 4     | 350  | Ліверпуль       | [ 23 ] |

### Переможець від OGAE
| Рік  | Пісня                 | Виконавець        | Фінальний результат | Бали | Приймаюче місто | Ref.   |
| ---- | --------------------- | ----------------- | ------------------- | ---- | --------------- | ------ |
| 2015 | «Grande amore»        | Il Volo           | 3                   | 292  | Відень          | [ 24 ] |
| 2017 | «Occidentali's Karma» | Франческо Габбані | 6                   | 334  | Київ            | [ 25 ] |
| 2019 | «Soldi»               | Mahmood           | 2                   | 465  | Тель-Авів       | [ 26 ] |

## Галерея

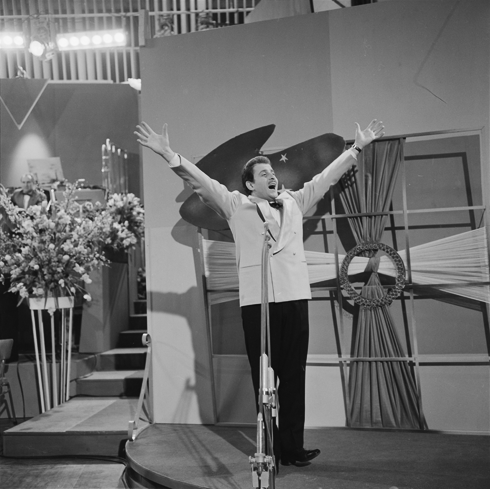
Доменіко Модуньйо у Гілверсумі (1958)
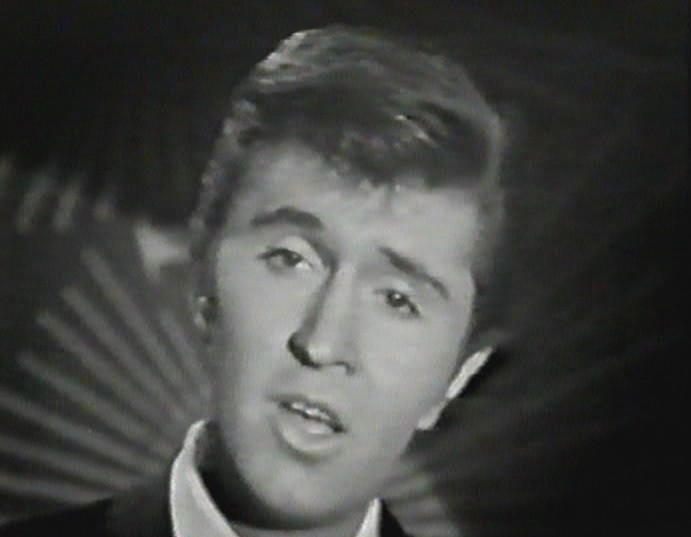
Боббі Соло в Неаполі (1965)
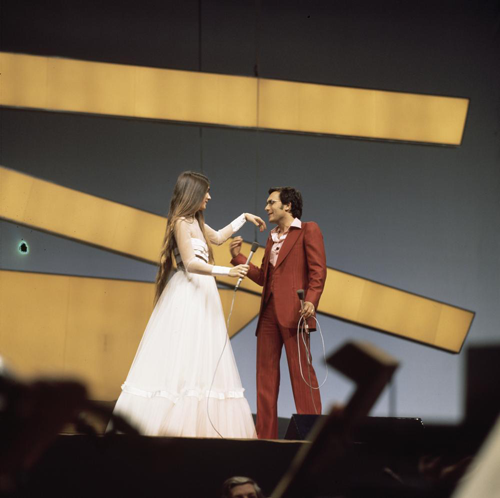
Аль Бано і Роміна Павер в Гаазі (1976)
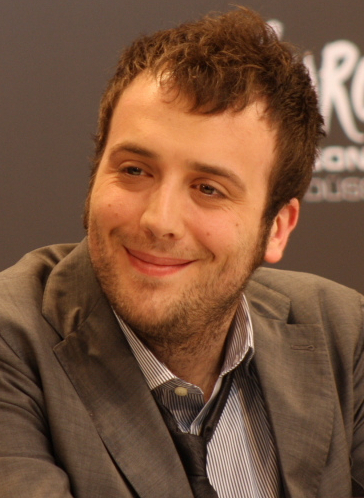
Рафаель Гуалацці в Дюссельдорфі (2011)
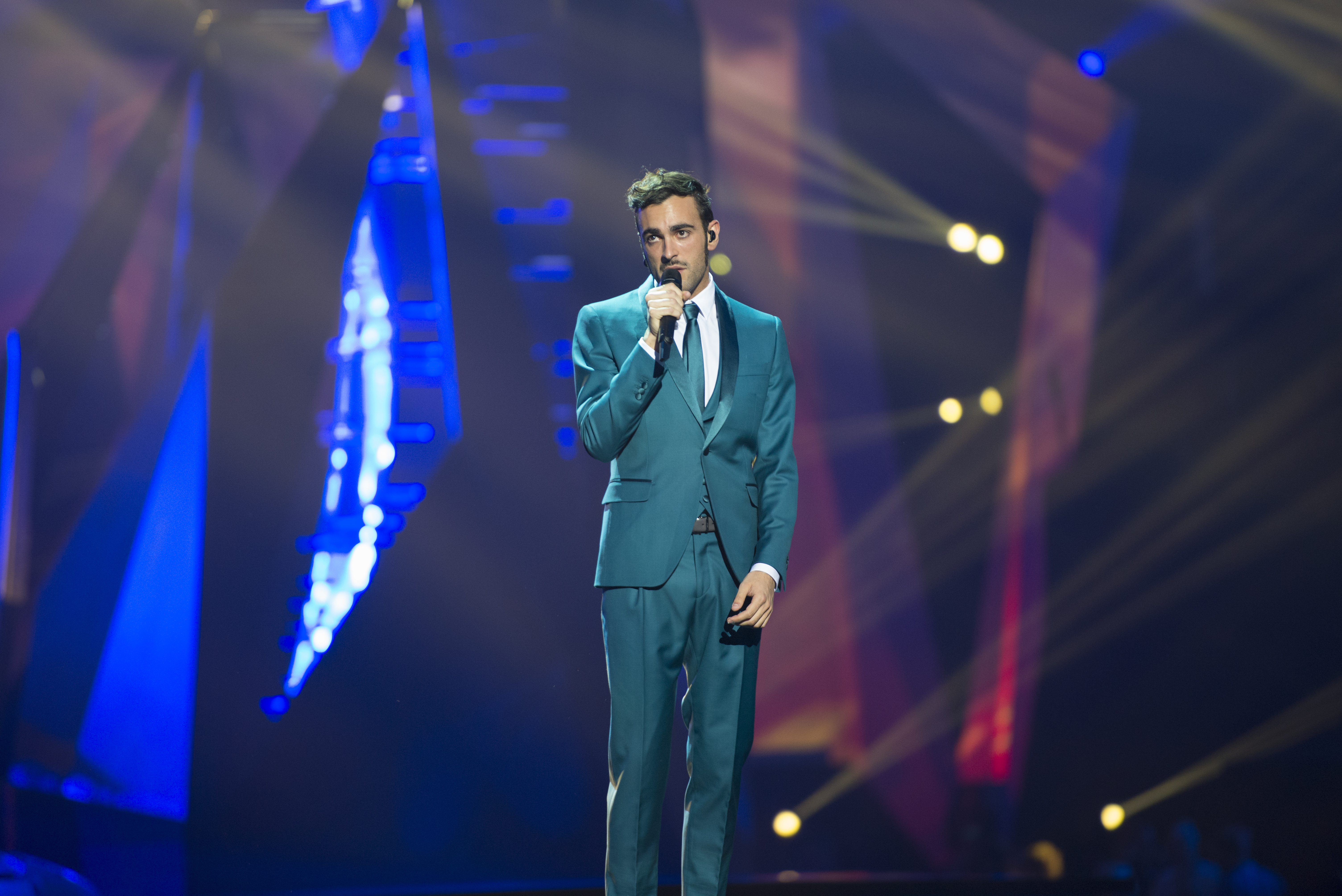
Марко Менгоні в Мальме (2013)
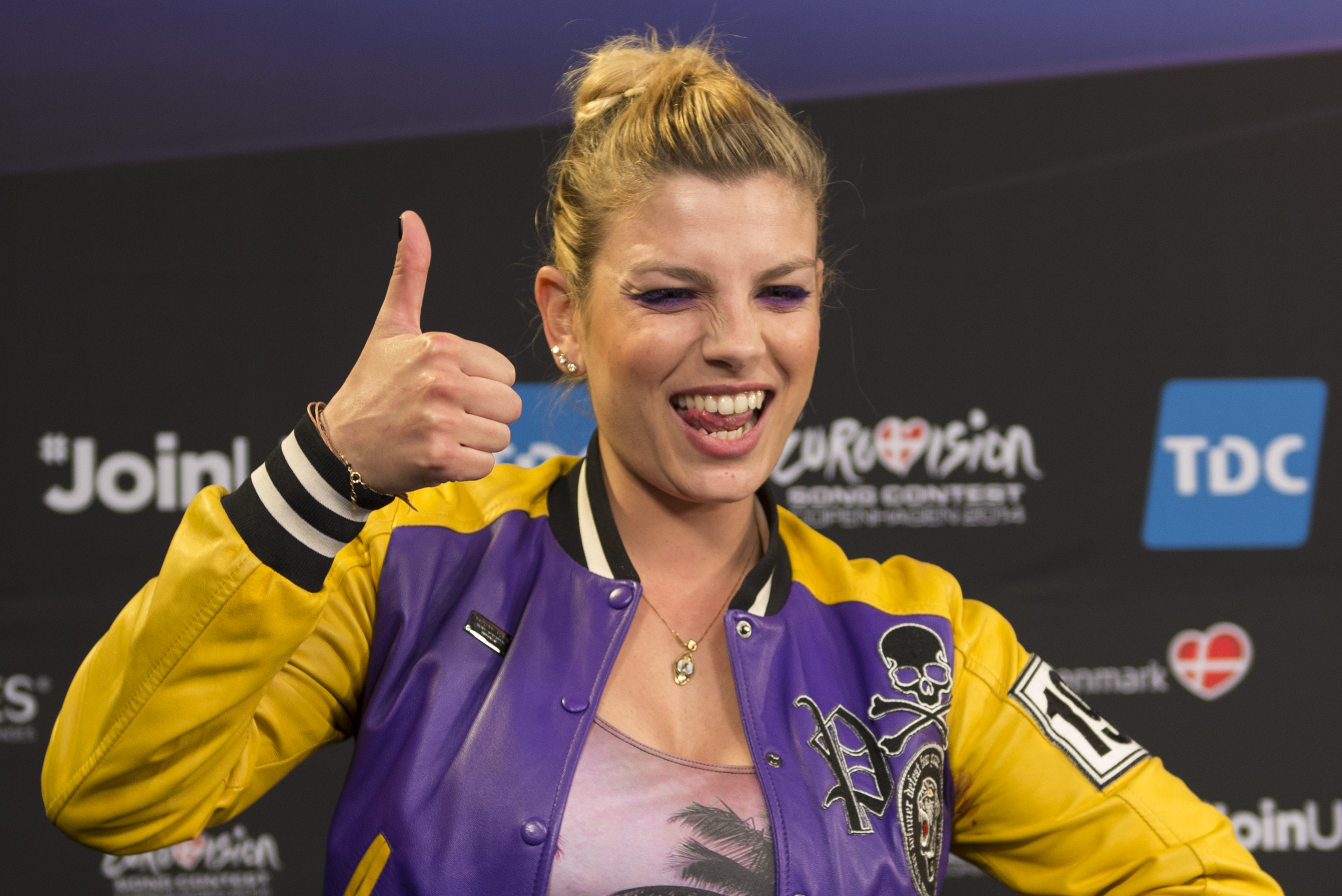
Емма в Копенгагені (2014)
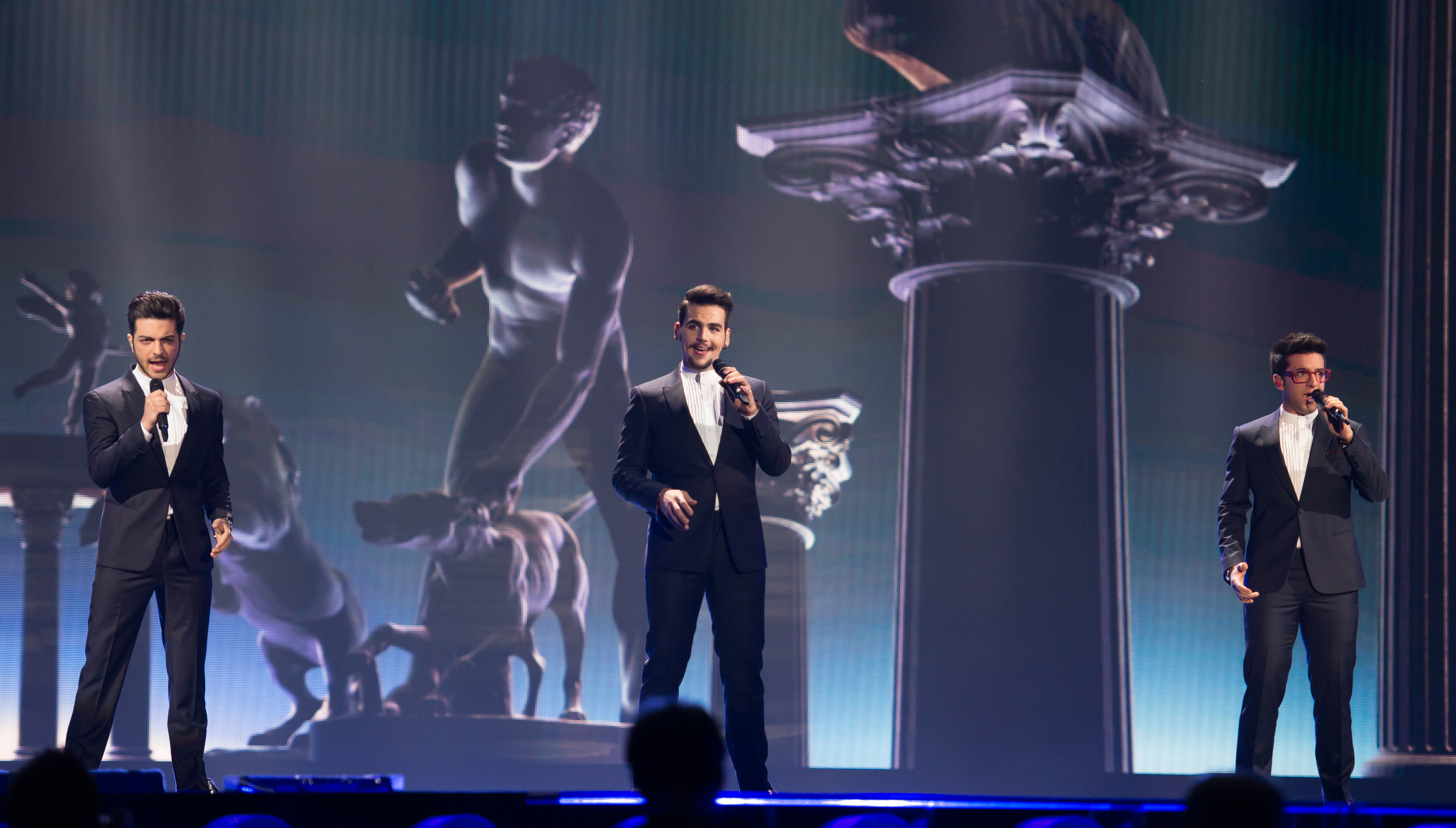
Il Volo у Відні (2015)
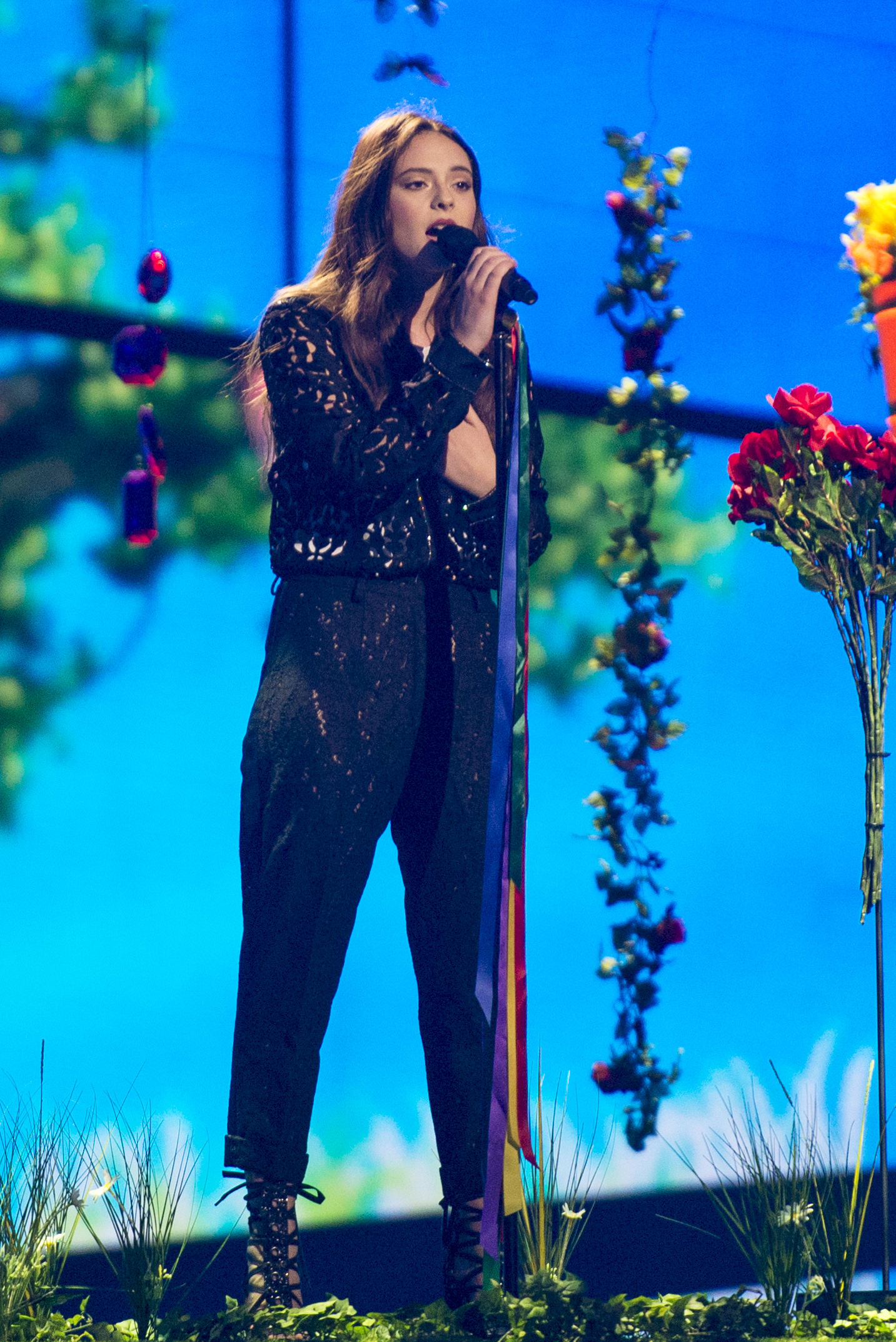
Франческа Мік'єлін у Стокгольмі (2016)
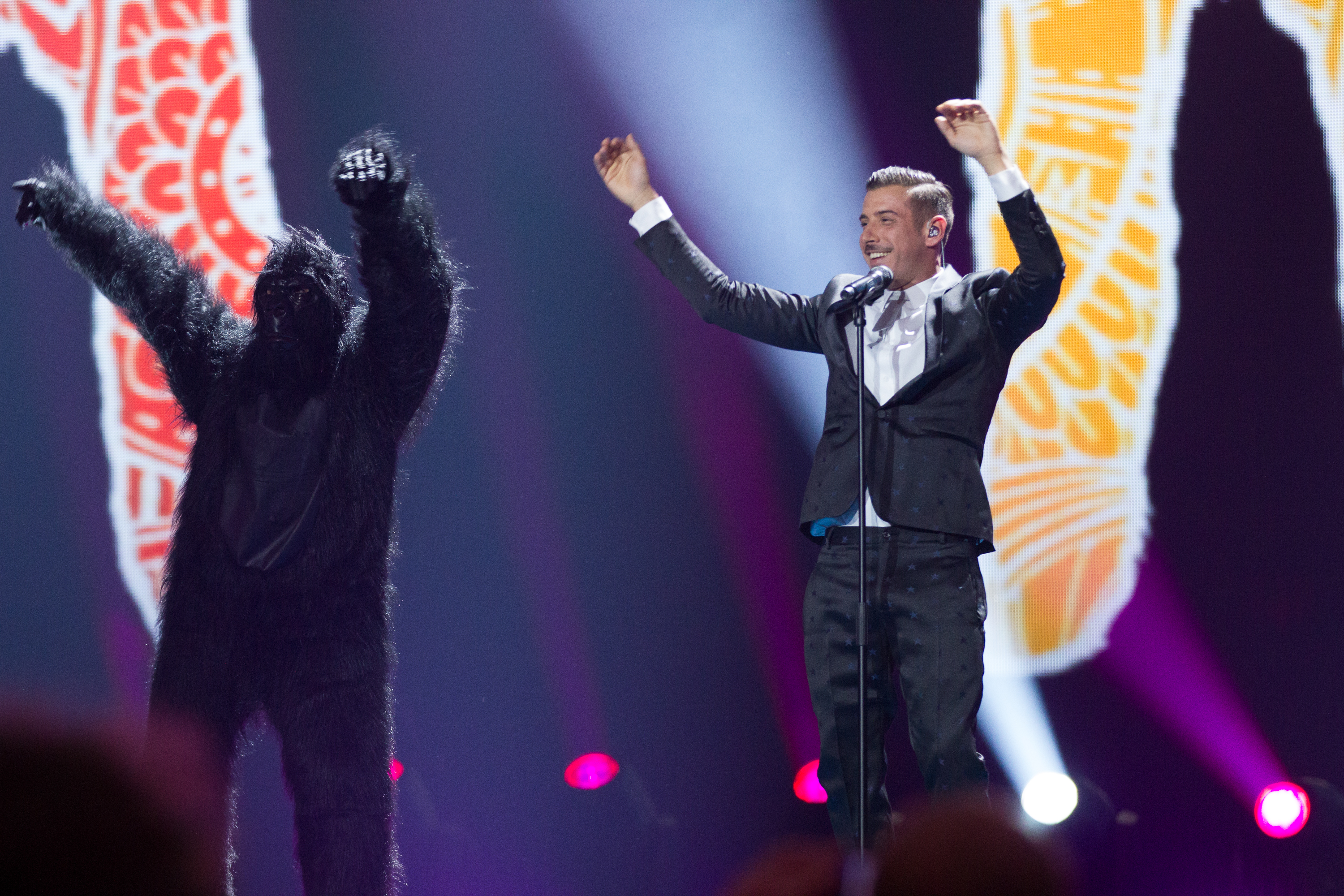
Франческо Габбані у Києві (2017)
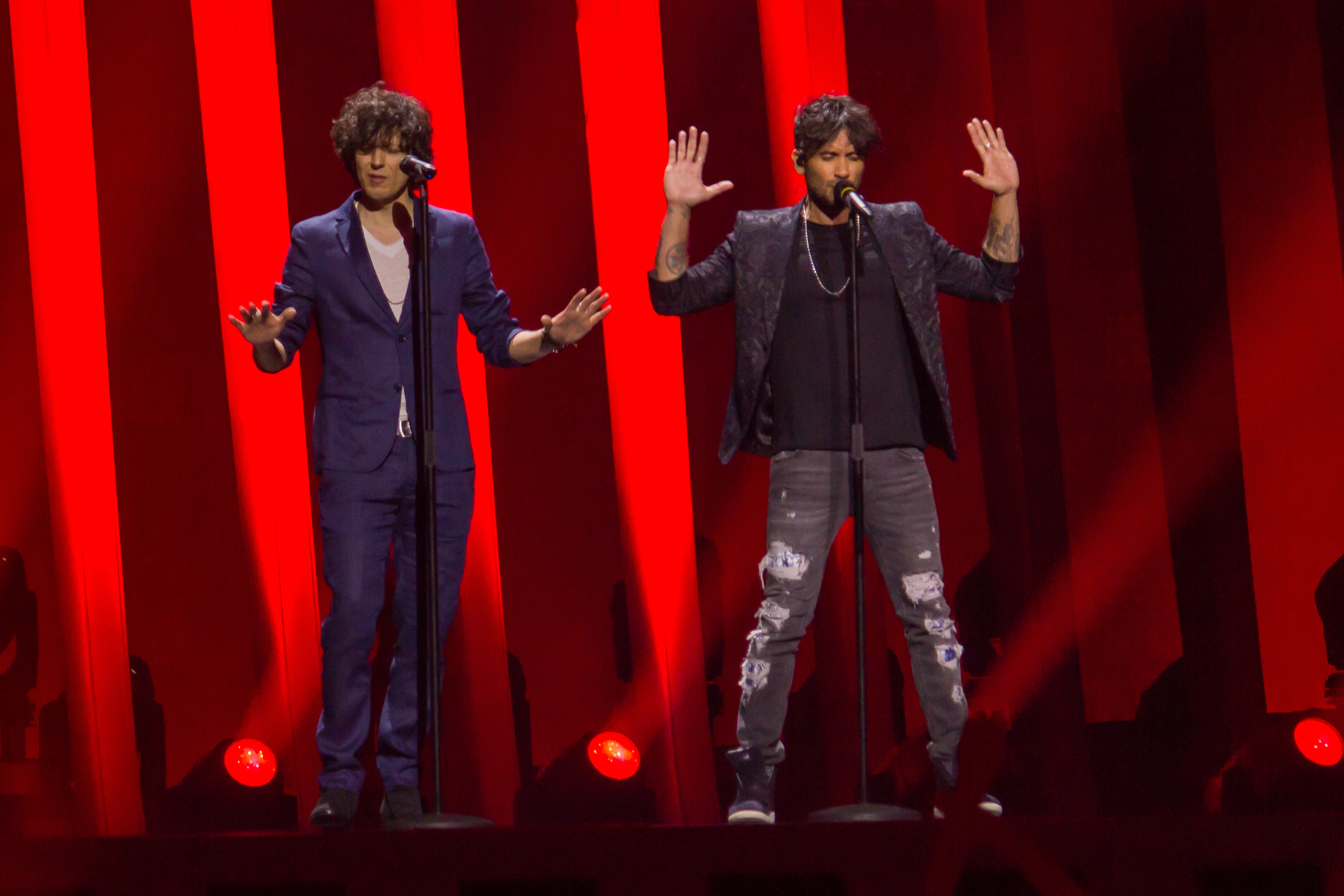
Ермаль Мета і Фабріціо Моро у Лісабоні (2018)
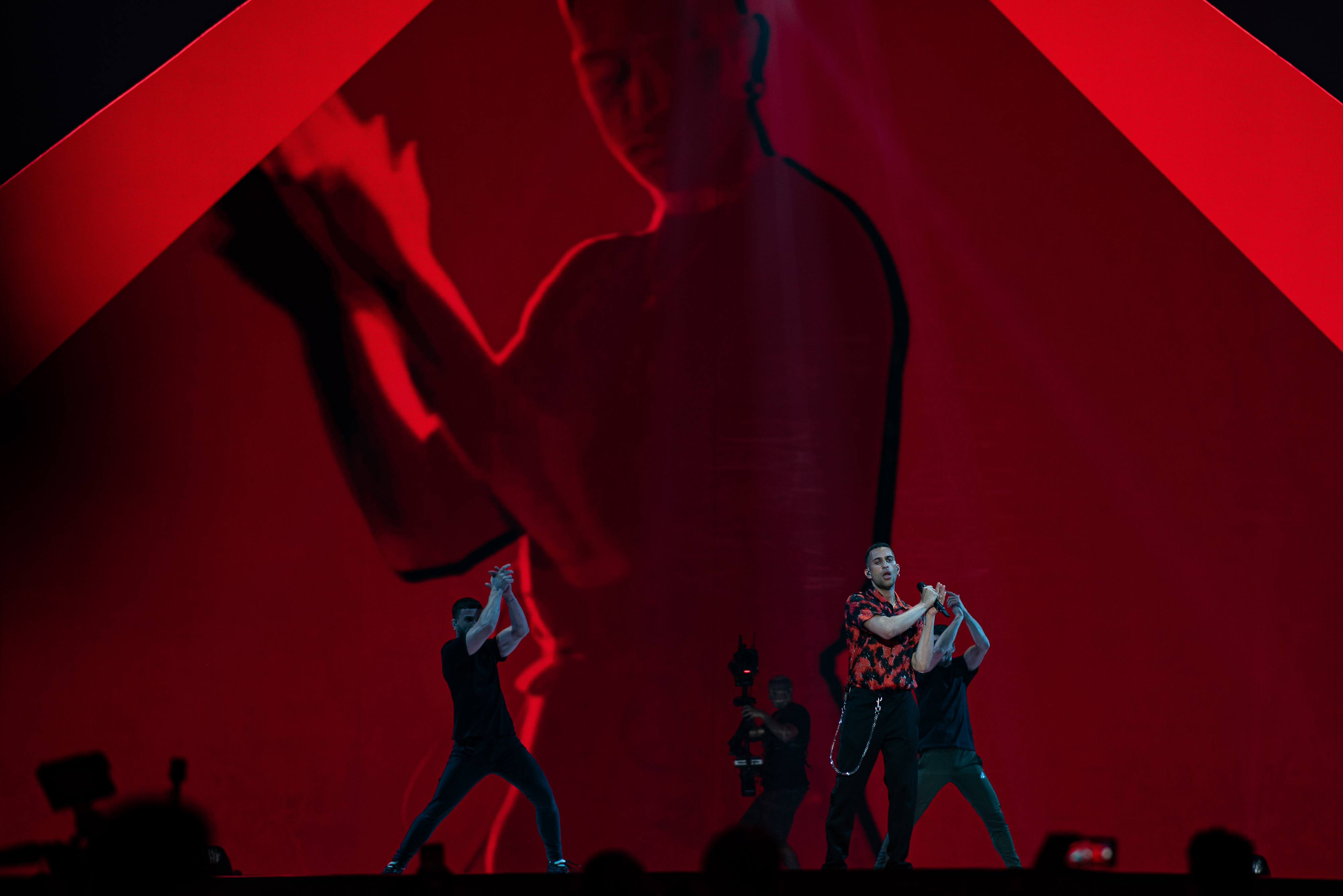
Mahmood у Тель-Авіві (2019)
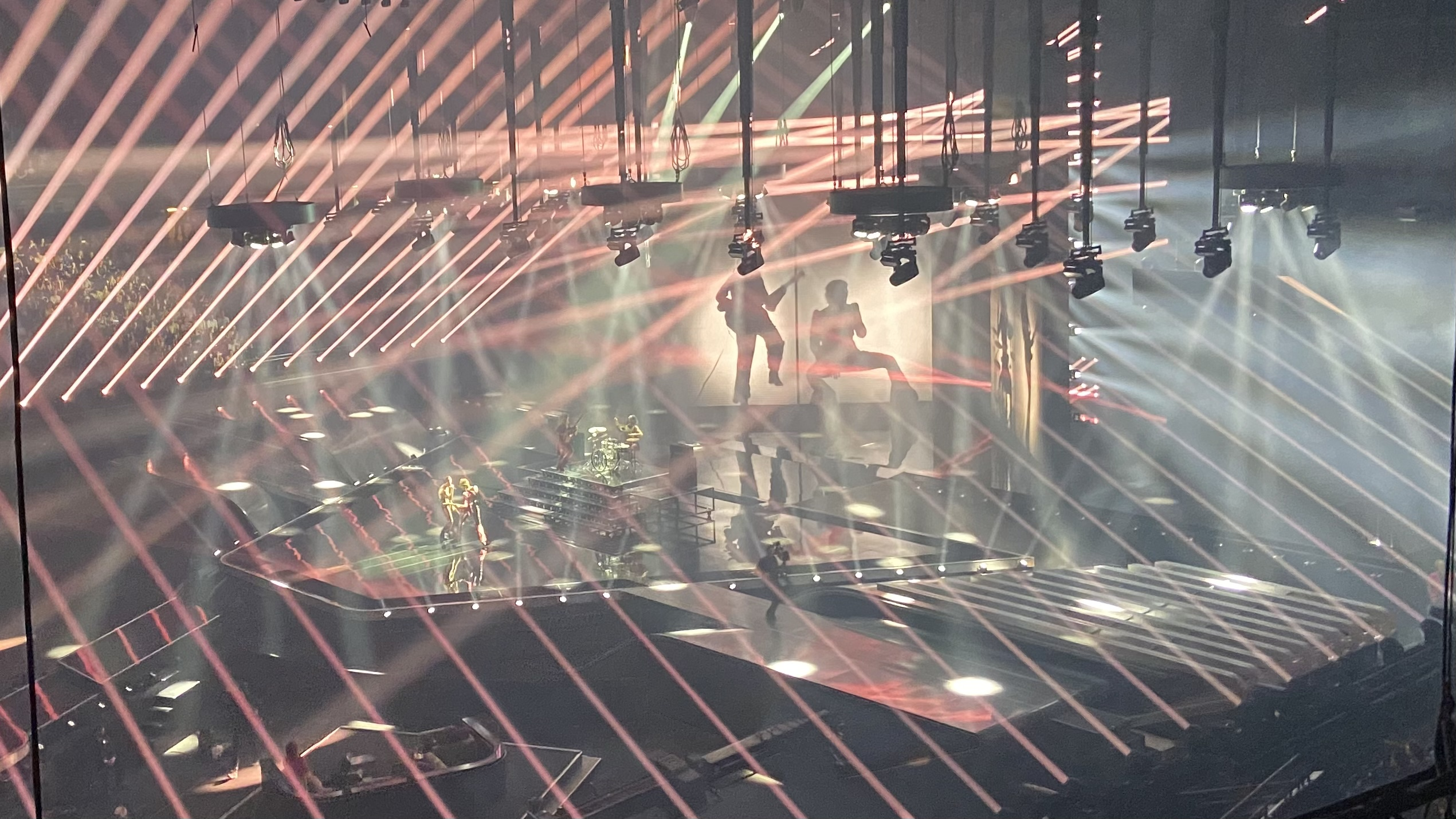
Måneskin у Роттердамі (2021)
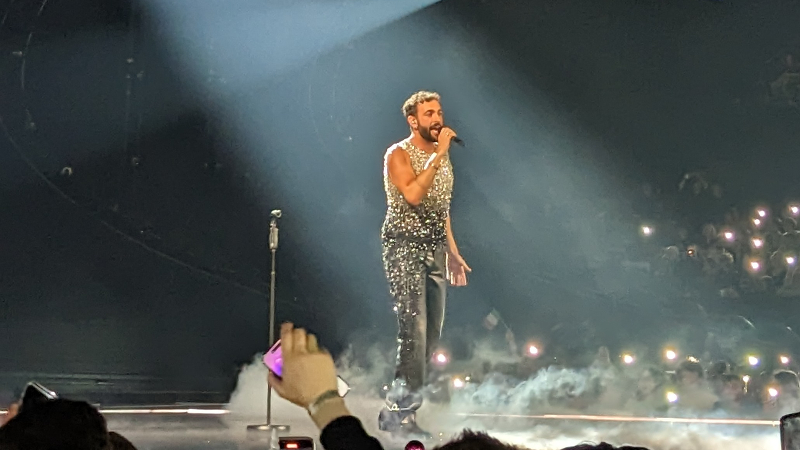
Марко Менгоні у Ліверпулі (2023)

## Нотатки
1. ↑  Містить фразу англійською